# 雙刺胸獵蝽
雙刺胸獵蝽（学名：Pygolampis bidentata）为獵蝽科胸獵蝽屬下的一个种。